# 第二次廣州戰鬥 (國軍內戰)
廣州戰鬥發生於1929年5月17日－21日，地點則是在中國粵中南一帶，是國民革命軍內部所發生的內戰戰鬥之一。廣州戰鬥的交戰雙方，一方為粵軍蔡廷鍇部，另一方為桂軍白崇禧部。